# Oxytropis poncinsii
Oxytropis poncinsii är en ärtväxtart som beskrevs av Adrien René Franchet. Oxytropis poncinsii ingår i släktet klovedlar, och familjen ärtväxter. Inga underarter finns listade i Catalogue of Life.